# Hecht Company Warehouse
Das Hecht Company Warehouse in Washington, D.C. im Stadtteil Ivy City ist ein Gebäude im Stil der Streamline-Moderne aus dem Jahr 1937. Der Entwurf stammt von Gilbert V. Steel vom Washingtoner Ingenieurbüro Abbott und Merkt, New York Avenue. Es diente als Zentrallager für das Handelsunternehmen Hecht’s. Im Jahre 1948 erfolgte eine Vergrößerung des Gebäudes.
In der Gebäudefassade wurden Glasbausteine im größeren Stil eingesetzt. Auch eine sternförmige, zwölfspitzige Kuppel an der Ecke Okie und Fenwick Street besteht aus Glasbausteinen, die nachts beleuchtet werden. In Höhe des fünften Stockwerks ist in die Glasbausteinfassade der Schriftzug „The Hecht Co“ mit schwarzen Ziegeln eingearbeitet.
Bei der Eröffnung beinhaltete das Gebäude eine Autowerkstatt sowie eine Klimaanlage für den Keller und die ersten beiden Stockwerke. Außerdem war ein eigener Gleisanschluss mit drei Bahnsteigen vorhanden.
Im Jahr 1992 wurde das Gebäude unter Verwendung passender Materialien saniert.
Die Aufnahme als Denkmal ins nationale Verzeichnis historischer Stätten erfolgte am 25. Mai 1994 unter der Referenznummer 94000446.
Nach der Schließung des Lagers im Jahre 2006 stand das Gebäude leer. 2014 wurde es, äußerlich weitgehend unverändert, als Komplex mit Wohnungen, Büros und Einzelhandel wiedereröffnet.